# Aprilia Tuareg

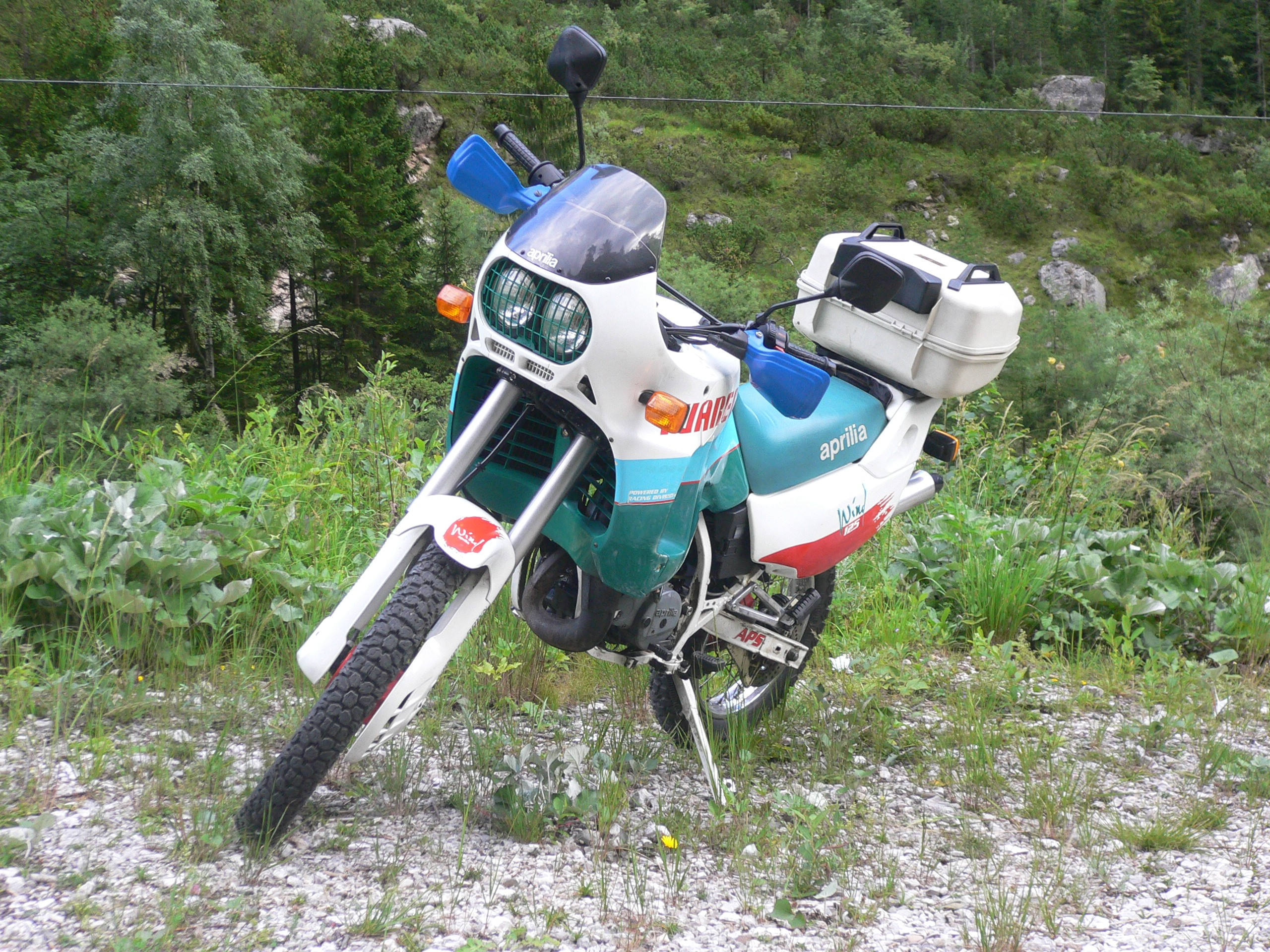
Version 125 cm3) commercialisée entre 1989 et 1990.

Les Aprilia Tuareg sont une série de moto de type trail commercialisées par le constructeur italien Aprilia entre 1985 et 1994. Elles ont été déclinées en deux temps (50, 125 et 250 cm3) et quatre temps (350 et 600 cm3).